# Manuel Armijo
Manuel Armijo (ca. 1793–1853) fue un soldado y estadista mexicano que fungió tres veces como gobernador de Nuevo México. Fue un personaje clave para detener la Revuelta de 1837. Él lideró al comando que capturó a la Expedición de Texas-Santa Fe, y más tarde se rindió ante los Estados Unidos en la Intervención estadounidense en México.

## Biografía y primer gobierno
Manuel Armijo nació en 1793 en la zona de Albuquerque, muy probablemente en Belén (Nuevo México). Fue hijo de Vicente Ferrer Durán y Armijo y Bárbara Casilda Durán y Chaves, ambos provenientes de familias bien acomodadas de Nuevo México. Vicente Armijo y su familia vivieron en la Plaza de San Antonio de Belén durante la década de 1790, y de acuerdo al censo español, Vicente fue un ganadero y un teniente en la milicia. Manuel Armijo contrajo matrimonio con María Trinidad Gabaldón en 1819. La pareja nunca tuvo hijos pero adoptaron a una niña llamada Ramona, a la cual Manuel hizo referencia en su testamento como "mi heredera universal e hija." Ramona Armijo se casó con Luis C. de Baca de Socorro, Nuevo México.
De acuerdo con algunos testimonios, los historiadores han sido injustos al relatar la historia de Manuel Armijo. Angélico Chávez escribió: "El personaje de Manuel Armijo como gobernador y como hombre ha sido injustamente descrito por fuentes demasiado numerosas como para mencionarlas aquí." William Wroth escribió en la página de historiadores de Nuevo México (New Mexico State Historian's Website), "El gobernador Armijo fue caracterizado por George W. Kendall como un hombre sin educación proveniente de una familia pobre que forjó su propio camino a través del robo. Esta caricatura grotesca fue la manera en la que Kendall buscó vilipendiar a Armijo pues consideró que el gobernador lo había tratado injustamente en 1841 en la captura de la desastrosa expedición de Texas Santa Fe."
De acuerdo con George Wilkins Kendall, Armijo se volvió rico debido a que trabajó para un criador de ovejas al cual le robada las ovejas para luego venderlas, algunas veces incluso a su propio jefe; pero Kendall estaba escribiendo mientras fue prisionero de Armijo en 1841 por lo que su caracterización biográfica de Armijo es injuriosa. El historiador Marc Simmons atribuye la historia del robo de ovejas a lo que él llama “tradición”. Armijo se convirtió en el alcalde de Albuquerque y teniente de la Milicia en 1822 y 1824.
En 1827 fue nombrado gobernador de Nuevo México pero en 1828 abandonó Santa Fe (Nuevo México) y regresó a Albuquerque como un comerciante exitoso de ovejas y cobijas de lana, volviendo a su puesto de alcalde en Albuquerque. Algunos dicen que dejó el cargo de gobernador para evitar una investigación federal.
En 1836 Armijo fue nombrado subcomisario y administrador de la Aduana de Nuevo México; este fue un cargo de recolección de fondos que involucraba cierto trabajo en Santa Fe. Sin embargo, debido a condiciones de salud, permaneció casi todo el tiempo en Albuquerque y terminó por ser reemplazado.

## Revuelta de 1837
En agosto de 1837 habitantes inconformes del norte de Nuevo México asesinaron al gobernador Albino Pérez y tomaron el Estado (la Revuelta de 1837). Muchos ciudadanos del sur de Nuevo México se opusieron al nuevo gobierno, pero varias figuras prominentes se opusieron a ser líderes de una contrarrevolución. Mariano Chávez, un joven rico, familiar de Armijo, lo propuso a él como líder y Armijo aceptó. Marchó hasta Santa Fe y se autonombró gobernador, puesto que el gobierno de México respetaría cuando llegaron las noticias de una rebelión (y no cuando les llegó la carta en la que Armijo se proclamaba gobernador, contrario al testimonio de Kendall).
Armijo escribió al gobierno mexicano solicitando tropas federales y a principios de enero de 1838 llegaron soldados del regimiento de los dragones de Veracruz entrenados bajo el mando del teniente Cayetano Justiniani. Más tarde, durante este mismo mes, la rebelión volvió a cobrar fuerza y Armijo comandó a la fuerza que vencería a los rebeldes en Pojoaque (Nuevo México). De acuerdo con las cartas que Armijo escribió para el historiador Carlos María de Bustamante, él estaba nominalmente a cargo, pero las fuerzas fueron realmente comandadas por Justiniani.
Empezando por Kendall, algunos autores americanos han acusado a Armijo de incitar la rebelión que él mismo después apaciguaría. El comerciante y escritor Josiah Gregg relata que el hermano de Armijo le confesó que Armijo había cabalgado desde Albuquerque hasta Santa Fe esperando que los rebeldes lo escogieran como gobernador. Debido a que él no había tomado ningún papel activo en la insurrección, ellos "no reconocerían los reclamos de los sufragantes," por lo cual regresó a Albuquerque para planear la contrarrevolución. La historiadora Janet Lecompte duda la legitimidad de esta versión de la historia y señala que no existe ningún documento que evidencie participación alguna de Armijo en la revuelta de 1837.

## Segundo mandato
En 1841 Armijo combatió exitosamente la Expedición de Texas a Santa Fe. Él autorizó falsas promesas de paso seguro mas, sin embargo, tomó en custodia a los comerciantes texanos y a los soldados y los envió más al sur en México en calidad de prisioneros.
Las historias acerca de la corrupción de Armijo se infiltraron en los testimonios euro-americanos de la región para justificar una invasión a los Estados Unidos. También existían rumores que lo acusaban de estar teniendo un amorío con la adinerada dueña del "salón" de Santa Fe, María Gertrudis "Tules" Barceló.
Durante su periodo como gobernador, aprobó concesiones de tierras a ciudadanos estadounidenses, vendiendo 9 700 000 acres (39 254,5 km²) en varios acuerdos que más tarde se considerarían como las mayores ventas de tierras mexicanas nunca hechas. Por ejemplo, en junio de 1841 Charles Beaubien y Guadalupe Miranda solicitaron a Armijo el equivalente a 1 741 764 acres (7048,7 km²) de tierras al este de la zona de la Sierra de la Sangre de Cristo. Charles Bent fue beneficiado con parte de estas tierras a pesar de no ser un ciudadano mexicano. Cuando el padre Antonio José Martínez de Taos se enteró de esta concesión, se mostró tan en contra de la resolución que Armijo retiró el permiso concedido ese mismo verano. Armijo luego restableció la concesión cuando Beaubien murió, otorgándoselo a su yerno Lucien Maxwell.
En 1843 la República de Texas envió otra fuerza armada a Nuevo México como represalia por la captura de la expedición de Texas a Santa Fe y por ataques mexicanos en Texas. Este grupo militar, compuesto por poco más de 200 hombres, derrotó a un grupo de avance mexicano. Armijo, quien acampaba a 140 millas (225,3 km) de distancia con 500 hombres, "huyó aterrorizado" al escuchar la noticia. Después de este hecho, renunció a su cargo como comandante militar y, durante el siguiente año, al cargo de gobernador, alegando problemas de salud.

## Tercer mandato y Guerra México-Estados Unidos
Sin embargo, fue elegido para ser gobernante por tercera vez en 1845. El año siguiente comenzó la Intervención estadounidense en México y el general Stephen Kearny junto con 1700 soldados arribaron a Nuevo México con la intención de conquista. Armijo se enteró del plan a finales de junio a través de un compañero de negocios estadounidense que arribó junto con una caravana del Camino de Santa Fe. Armijo vendió su participación en el negocio a su socio y comenzó a liquidar el resto de sus activos. Armijo solicitó al gobierno mexicano tropas para combatir en Nuevo México. El gobierno mexicano prometió mandar tropas, pero nunca llegaron.
Recibió una gran cantidad de municiones y suministros de una caravana proveniente de Independence, Misuri. El 4 de agosto, mientras Kearny cruzaba lo que hoy se conoce como la frontera entre Colorado y Nuevo México, Armijo firmó una carta poder para que un asociado suyo pudiera hacerse cargo de sus asuntos después de que partiera. El 8 de agosto exhortó al pueblo de Nuevo México a tomar las armas y prepararse para defenderse contra la invasión de los rebeldes.
El 9 de agosto, Armijo convocó a una reunión entre un número de respetados ciudadanos de Nuevo México. Él no quería luchar, pero los sacerdotes presentes sí, al igual que el joven comandante del ejército, Diego Archuleta, y los comandantes de la milicia Manuel Chaves y Miguel Pino. De acuerdo con el testimonio de un refugiado de guerra, Armijo no hubiera hecho nada para defender la ciudad de no haber sido porque los comandantes de milicia lo amenazaron con dispararle. El 12 o 13 de agosto arribó un americano llamado James Magoffin, el esposo de un familiar suyo, quien después se atribuiría el haber convencido a Armijo de no pelear. Una historia aún sin ser verificada cuenta que Magoffin los sobornó. Magoffin más tarde solicitó un reembolso al Departamento del Tesoro de los Estados Unidos por la cantidad de $50,000, de los cuales recibió $30,000.
Otra versión de esta historia es que un espía del gobernador Armijo fue capturado por Kearny. Éste le mostró sus tropas para que le reportara a Armijo acerca de la cantidad de soldados y la fuerza con la que contaba su ejército. Kerny después envió al comerciante estadounidense “James Magoffin, junto con el capitán Philip St. George Cooke y doce miembros de la caballería para encontrarse con el gobernador." Manuel Álvarez organizó una reunión con Armijo, sus oficiales, Magoffin y St. George Cooke. De acuerdo con Álvarez, a pesar de tener presente la fuerza con la que contaba el ejército estadounidense, el gobernador Armijo era el único miembro del gobierno que quería defender a Nuevo México del ataque enemigo. Los demás miembros estaban convencidos de que cualquier intento de defensa sería una derrota desastrosa.
No fue sino hasta que el gobernador convocó una reunión con la milicia en el Cañón de los Apaches para preparar la defensa de Nuevo México que cambió de opinión. Cuando se percató de que la milicia contaba solo con lanzas, flechas, arcos y viejas armas de fuego, se dio cuenta de que eran superados no solo en número sino también en entrenamiento y equipo. No estaban preparados para enfrentarse al ejército estadounidense. Después de ver el nivel en el cual se encontraban sus tropas, los mandó de vuelta a casa. Armijo decidió volver a México para suplicar más ayuda de parte del gobierno mexicano. De acuerdo con un historiador del estado de Nuevo México, no hay evidencia de que Armijo haya aceptado ningún soborno; sin embargo, hay evidencia de que Armijo inicialmente era de los pocos que querían combatir a los invasores.
Fue alrededor de esta época cuando algunos habitantes de Santa Fe confabulaban acerca de asesinar a los comerciantes americanos que habitaban la ciudad pero Armijo detuvo la conspiración y despidió a Archuleta. De cualquier forma, en la Batalla de Santa Fe, Armijo montó su base en el Cañón de los Apaches, un pequeño sendero 10 millas (16,1 km) al suroeste de la ciudad, pero decidió no pelear hasta que tuviera al ejército estadounidense a la vista. Cuando Pino, Chaves y otros de los militares de la milicia insistieron, Armijo los amenazó a punta de pistola. Todo el ejército de Nuevo México buscó refugio en Santa Fe y Armijo se escondió en Paso del Norte donde fue Jefe político y posteriormente a Chihuahua, mientras Kearny y su ejército entraron a Santa Fe y tomaron posesión de Nuevo México para los Estados Unidos sin que se disparara ni una sola arma.
Armijo fue sometido a juicio en la Ciudad de México bajo los cargos de cobardía y deserción frente a la amenaza enemiga, pero fue absuelto de todo cargo. Mientras estaba en la Ciudad de México intervino a favor de Magoffin, quien había sido arrestado con cargos de espionaje en Chihuahua.
Más tarde volvió Armijo a Limitar o Lemitar, localidad de Nuevo México, y vivió ahí por el resto de sus días. Sus restos fueron enterrados en el patio de la iglesia (Camposanto Iglesia) frente a San Miguel de Socorro, en el noroeste.

## Películas
El actor mexicano Rodolfo Hoyos, Jr., representó a Armijo en el episodio de 1962 "La Tules" de la serie de televisión llamada Death Valley Days, el cual estaba conducido por Stanley Andrews en ese entonces. En 1977, actuó como Armijo de nuevo en el doble episodio "Kit Carson and the Mountain Men" en The Wonderful World of Disney, de la cadena NBC. Christopher Connelly representó a Kit Carson en la película y Robert Reed a John C. Frémont. El episodio originalmente fue televisado como un telefilme.